# Винценц Кифер
Винценц Георг Кифер (на немски: Vinzenz Georg Kiefer) (роден на 29 януари 1979 г. във Вайлбург) е немски актьор.

## Биография
Бащата на Кийфър е бивш католически свещеник, а майка му е госпъл певица. Сестра му е актрисата Доркас Кифер. Израства в Браунфелс и посещава гимназия във Вайлбург. Кифер живее в Берлин-Шарлотенбург.
Кийфър започва своята телевизионна кариера през 1997 г. без никакво актьорско обучение в сериала на RTL Unter uns. По-късно взема уроци по актьорско майсторство при Манфред Швабе, Урсула Михаелис, Кристоф Хилгер, Франк Мюлер-Сендино, Майкъл Маргота и Бьорн Джонсън. През 2002 г. завършва семинар в Института Лий Страсбърг в Ню Йорк.
През 2004 г. Кийфър е удостоен с телевизионната награда „Гюнтер Щрак“ като най-добър млад актьор за ролите си във филмите Im Namen des Herrn и „Tatort: In den Augen“. Той става известен на широката немска филмова и телевизионна аудитория през 2008 г. чрез водещи роли в двусерийния телевизионен сериал The Seewolf и The Baader Meinhof Complex на Ули Едел. Във филма Glück на Дорис Дьорие от 2012 г. той играе водеща роля заедно с Алба Рорвахер. През лятото на 2013 г. Кифер се появява на сцената в новата продукция на Hebbel's Nibelungen – born to die на фестивала на Нибелунгите във Вормс в главната роля като Зигфрид, режисиран от Дитер Ведел.
В екшън сериала на RTL Alarm für Cobra 11, Винценц Кифер играе ролята на главен инспектор Алекс Бранд за първи път в епизода Revolution (епизод 261, немска премиера на 27 март 2014 г.), заменяйки своя предшественик Том Бек (в ролята си на главен инспектор Бен Ягер). С епизода Windspiel (епизод 291, немска премиера на 5 ноември 2015 г.), ролята на Алекс Бранд изненадващо напуска сериала. Телевизионният оператор оправдава това със смяна на посоката във формата, наративната арка на сериозната роля на Алекс Бранд е изчерпана и има желание от зрителите за повече хумор. Кифер е пред камерата на сериала от юли 2013 г. до юли 2015 г. От септември 2016 г. е женен за актрисата Маша Токарева.